# Клеон (Приморская Сена)
Клеон (фр. Cléon) — город на севере Франции, регион Нормандия, департамент Приморская Сена, округ Руан, кантон Кодбек-ле-Эльбёф. Расположен в 24 км к югу от Руана и в 43 км к северу от Эврё, в 5 км от автомагистрали А13 "Нормандия", в одном из меандров Сены. Один из многочисленных городов-спутников Руана, входит в состав Метрополии Руан Нормандия.
Население (2018) — 4 943 человека.

## История
Жизнь небольшой деревни в меандре Сены изменилась в 1958 году, когда корпорация Renault приняла решение построить здесь новый завод по производству двигателей и коробок передач для своих автомобилей. В честь места производства были названы двигатели Cléon-Fonte (выпускался в 1962—2004 годах) и Cléon-Alu (выпускался в 1964—1986 годах).

## Экономика
Структура занятости населения:
- сельское хозяйство — 0,1 %
- промышленность — 57,4 %
- строительство — 3,9 %
- торговля, транспорт и сфера услуг — 29,7 %
- государственные и муниципальные службы — 8,9 %

Уровень безработицы (2017) — 25,5 % (Франция в целом —  13,4 %, департамент Приморская Сена — 15,3 %). 

Среднегодовой доход на 1 человека, евро (2018) — 17 810 (Франция в целом — 21 730, департамент Приморская Сена — 21 140).

## Демография
Динамика численности населения, чел.

## Администрация
Пост мэра Клеона с 2015 года занимает Фредерик Марш (Frédéric Marche), член Совета департамента Приморская Сена от кантона Кодбек-ле-Эльбёф. На муниципальных выборах 2020 года возглавляемый им левый список победил в 1-м туре, получив 50,13 % голосов. После выбора два оппонента Марша подали апелляцию, которая была удовлетворена Государственным советом в феврале 2021 года. После этого были назначены новые выборы, состоявшиеся 6 июня, на которых левый блок Фередрика Марша победил в 1-м туре, получив 58,67 % голосов, а он сам был переизбран на пост мэра.
| Период | Период | Фамилия       | Партия                               | Примечания                                                         |
| ------ | ------ | ------------- | ------------------------------------ | ------------------------------------------------------------------ |
| 1977   | 1995   | Ален Рем      | Социалистическая партия              | член Генерального совета департамента                              |
| 1995   | 2015   | Ален Овид     | Социалистическая партия              | работник национальной системы образования                          |
| 2015   |        | Фредерик Марш | Социалистическая партия Разные левые | работник Сберегательного банка Нормандии, член Совета департамента |